# Slackers
Slackers è un film del 2002 diretto da Dewey Nicks.